# Umaklaran
Umaklaran is een bestuurslaag in het regentschap Belu van de provincie Oost-Nusa Tenggara, Indonesië. Umaklaran telt 1544 inwoners (volkstelling 2010).